# 弗農 (康乃狄克州)
弗農（英語：Vernon）是一個位於美國康乃狄克州托蘭縣的城鎮。

## 地理
弗農的座標為41°50′13″N 72°27′38″W / 41.83694°N 72.46056°W，而該地的平均海拔高度為119米（即390英尺）。

## 人口
根據2010年美國人口普查的數據，弗農的面積為46.90平方千米，當中陸地面積為45.90平方千米，而水域面積為1.00平方千米。當地共有人口29179人，而人口密度為每平方千米622.15人。